# 8701
8701 – trzeci album studyjny amerykańskiego wokalisty Ushera, wydany 7 sierpnia 2001 roku w Ameryce Północnej. 
Album, którego tytuł miał pierwotnie brzmieć All About U, otrzymał zróżnicowane, jednak generalnie pozytywne recenzje krytyków. 8701 uplasował się na 4. miejscu Billboard 200, a także pierwszym UK Albums Chart i od chwili wydania uzyskał status czterokrotnej platyny w Stanach Zjednoczonych za sprzedaż powyżej 4 mln kopii.

## Lista utworów
Wydanie amerykańskie
1. „Intro-lude 8701” - 0:45
2. „U Remind Me” - 4:27
3. „I Don't Know” (feat. P. Diddy) - 4:29
4. „Twork It Out” - 4:46
5. „U Got It Bad” - 4:13
6. „If I Want To” (zawiera sample „Going Back to Cali” Notoriousa B.I.G.) - 3:53
7. „I Can't Let U Go” - 3:30
8. „U Don't Have To Call” - 4:33
9. „Without U (Interlude)” - 0:56
10. „Can U Help Me” - 5:51
11. „How Do I Say”  - 6:23
12. „Hottest Thing” - 3:50
13. „Good Ol' Ghetto” - 4:01
14. „U-Turn” - 3:12
15. „U R The One” - 3:55

Wydanie międzynarodowe
1. „Intro-Lude 8701” - 0:44
2. „U Remind Me” - 4:26
3. „I Don't Know” (feat. P. Diddy) - 4:26
4. „Twork It Out” - 4:42
5. „U Got It Bad” - 4:07
6. „Pop Ya Collar” - 3:35
7. „If I Want To” (zawiera sample „Going Back to Cali” Notoriousa B.I.G.) - 3:46
8. „I Can't Let U Go”  - 3:28
9. „U Don't Have To Call” - 4:29
10. „Without U (Interlude)” - 0:53
11. „Can U Help Me” - 5:35
12. „How Do I Say” - 5:39
13. „Hottest Thing” - 3:49
14. „Good Ol' Ghetto” - 4:00
15. „U-Turn” - 3:11
16. „T.T.P.” - 3:41
17. „Separated” - 4:24
18. „U Remind Me” (remiks feat. Chemistry) (japoński utwór bonusowy) - 4:32

## Pozycje na listach i certyfikaty
| Lista (2001)                          | Najwyższa pozycja | Certyfikat |
| ------------------------------------- | ----------------- | ---------- |
| UK Album Chart                        | 1                 | Platyna    |
| U.S. Billboard 200                    | 4                 | 4x Platyna |
| U.S. Billboard Top R&B/Hip-Hop Albums | 3                 | 4x Platyna |

## Daty wydania
| Region            | Data            | Wytwórnia      | Format |
| ----------------- | --------------- | -------------- | ------ |
| Wielka Brytania   | 6 lipca 2001    | Arista Records | CD     |
| Stany Zjednoczone | 7 sierpnia 2001 | Arista Records | CD     |